# Jean Rousseau (homme politique, 1943)
Pour les articles homonymes, voir Jean Rousseau et Rousseau.
Jean Rousseau, né le 21 juin 1943 à Vierzon (Cher), est un homme politique français. Alors membre du Parti socialiste, il est député de la deuxième circonscription du Cher de 1981 à 1986 et maire de Vierzon de 1990 à 2008.

## Biographie
Instituteur de profession, Jean Rousseau est élu député de la deuxième circonscription du Cher lors des élections législatives de 1981. il ne retrouve pas son siège lors des élections législatives de 1986, organisées à la proportionnelle.
À la suite de la démission du maire sortant, Fernand Micouraud, il devient maire de Vierzon le 21 mai 1990 grâce à une alliance avec des élus de l'opposition municipale du centre et de droite. En signe de protestation, les élus communistes du conseil municipal remettent leur démission, ce qui entraîne des élections municipales anticipées les 17 et 24 juin suivants. Cette alliance lui vaut son exclusion du Parti socialiste le 30 mai 1990. Il se rapproche alors de Génération écologie sans adhérer à ce parti. Grâce à des alliances avec le centre et la droite, il parvient à se faire réélire au premier tour lors des élections municipales anticipées de juin 1990, où il obtient plus de 60 % des voix face à la liste d'union de la gauche, puis à celles de 1995 et de 2001. Il est finalement battu au premier tour par la liste de gauche menée par le communiste Nicolas Sansu lors des élections municipales de 2008.
Jean Rousseau a également été conseiller régional du Centre (1981-1998) et conseiller général du canton de Vierzon-1 de 1998 à 2004[réf. nécessaire].

## Mandats électoraux
Député
- 2 juillet 1981 - 1er avril 1986 : député de la deuxième circonscription du Cher

Conseiller régional
- 1981 - 1998 : membre du conseil régional du Centre

Conseiller général
- 1998 - 2004 : membre du conseil général du Cher

Conseiller municipal / maire
- 1977 - 1989 : conseiller municipal de Vierzon
- 19 mars 1989 - 21 mai 1990 : adjoint au maire de Vierzon
- 21 juin 1990 - 18 juin 1995 : maire de Vierzon
- 18 juin 1995 - 18 mars 2001 : maire de Vierzon
- 18 mars 2001 - 16 mars 2008 : maire de Vierzon
- depuis 16 mars 2008 : conseiller municipal de Vierzon (Cher)